# Emisión de neutrones
La  emisión de neutrones es un modo  de decaimiento radioactivo por el cual uno o más neutrones son expulsados desde un núcleo. Ocurre en los nucleidos con más neutrones que protones, y también desde estados excitados de otros nucleidos como en el caso de la emisión de fotoneutrones y emisión de neutrones mediante retardo beta. Como sólo un neutrón se pierde mediante este proceso, el número de protones permanece sin cambios, y un átomo no se convierte en un átomo de un elemento diferente, sino en un isótopo diferente del mismo elemento.
Los neutrones son también producidos en la fisión espontánea e inducida de ciertos nucleidos pesados.

## Emisión espontánea de neutrón
Debido al principio de exclusión de Pauli los núcleos con un exceso de protones o neutrones tienen una energía promedio por nucleón mayor. Los núcleos con un exceso suficiente de neutrones tienen una energía más grande que la combinación de un neutrón libre y un núcleo con un neutrón menos, y por tanto pueden decaer mediante emisión de neutrón. Los núcleos que pueden decaer mediante emisión de neutrón se identifican como aquellos que se encuentran más allá de la línea de emisión de neutrón en la Tabla periódica.
Dos ejemplo de isótopos que emiten neutrones son el berilio -13 (que decae a berilio-12 con una vida media  2.7×10−21 s) y el helio-5 (helio-4, 7×10−22 s).
En las tablas de los modos de decaimiento nuclear, la emisión de neutrones se denota comúnmente con la abreviatura n.

## Emisión de fotoneutrones
Algunos nucleidos, p.ej. Be-9, pueden ser inducidos a emitir un neutrón mediante la acción de radiación gamma.

## Emisión de neutrón mediante retardo beta
La emisión de neutrones normalmente ocurre desde núcleos que están en un estado excitado, como el  17O* excitado producido por el decaimiento beta de 17N. El proceso de emisión de neutrones en sí está controlado por la fuerza nuclear y, por lo tanto, es extremadamente rápido, a veces denominado "casi instantáneo". Este proceso permite que los átomos inestables se vuelvan más estables. La expulsión del neutrón puede ser producto del movimiento de muchos nucleones, pero en última instancia está determinado por la acción repulsiva de la fuerza nuclear que existe entre los nucleones a distancias extremadamente cortas. 
La vida de un neutrón expulsado dentro del núcleo antes de su emisión es generalmente comparable al tiempo de vuelo de un neutrón típico  antes de que salga del pequeño "pozo de potencial" nuclear, o aproximadamente de 1x10-23 segundos.

### Neutrones retardados en el control de un reactor
La mayoría de las emisiones de neutrones fuera de la producción inmediata de neutrones asociada con la fisión (ya sea inducida o espontánea), provienen de isótopos pesados de neutrones productos de la fisión. Estos neutrones a veces son emitidos con un retraso, por lo que se los denomina neutrones retrasados o neutrones demorados, pero el retraso en su producción es un retraso debido a la necesidad de que se produzca el decaimiento beta de los productos de fisión que producen el estado nuclear excitado que inmediatamente experimenta una emisión instantánea de neutrón. Por lo tanto, el retraso en la emisión de neutrones no proviene del propio proceso de producción de neutrones, sino de la espera a que se produzca la desintegración beta precursora, que está controlada por la fuerza débil y, por lo tanto, requiere un tiempo mucho más prolongado. Las vidas medias de desintegración beta de los precursores de los radioisótopos de emisores de neutrones retardados son típicamente tiempos de fracciones de un segundo a decenas de segundos.
Sin embargo, los neutrones retardados emitidos por los productos de fisión con abundancia de neutrones ayudan a controlar los reactores nucleares al hacer que la reactividad cambie mucho más lentamente de lo que lo haría si estuviera controlada por los neutrones instantáneos. Aproximadamente 0.65% de los neutrones liberados en una reacción de cadena nuclear son producidos en una manera retardada debido al mecanismo de emisión de neutrones, y es esta fracción  de neutrones la que permite controlar un reactor nuclear en escalas de tiempo compatibles con los tiempos de reacción humana, sin que ocurra un estado crítico pronto, y una reacción nuclear incontrolada.

## Emisión de neutrones durante la fisión

### Fisión inducida
Un sinónimo de la emisión de neutrones es la producción de "neutrones inmediatos", del tipo que ocurre simultáneamente con la fisión nuclear inducida. La fisión inducida sólo ocurre cuando un núcleo es bombardeado con neutrones, rayos gamma, u otros portadores de energía. Muchos isótopos pesados, especialmente relevante el californio-252, también emiten neutrones inmediatos entre los productos de un proceso de decaimiento radioactivo espontáneo similar denominado fisión espontánea.

### Fisión espontánea
La fisión espontánea ocurre cuando un núcleo se divide en dos núcleos más pequeños y generalmente se liberan en el proceso uno o más neutrones.